# Diodora
Diodora är ett släkte av snäckor. Diodora ingår i familjen nyckelhålssnäckor.

## Bildgalleri

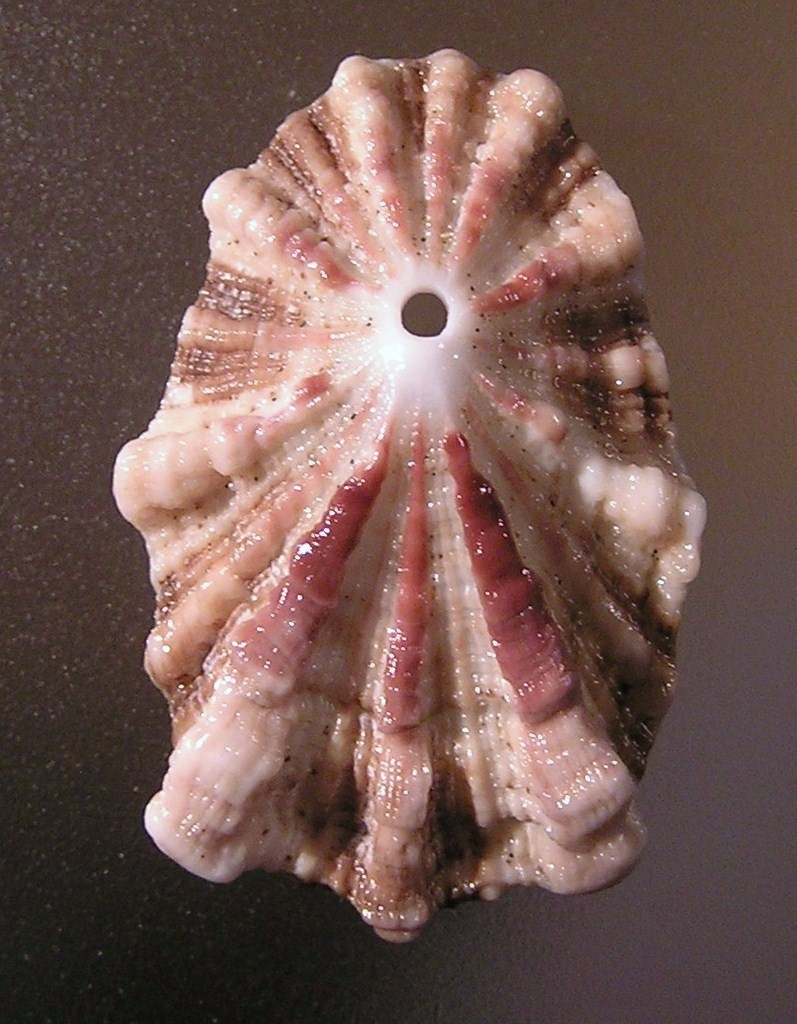
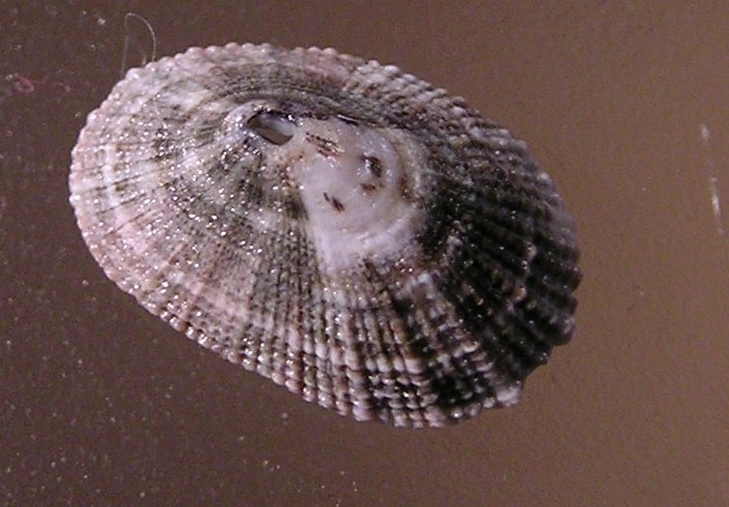
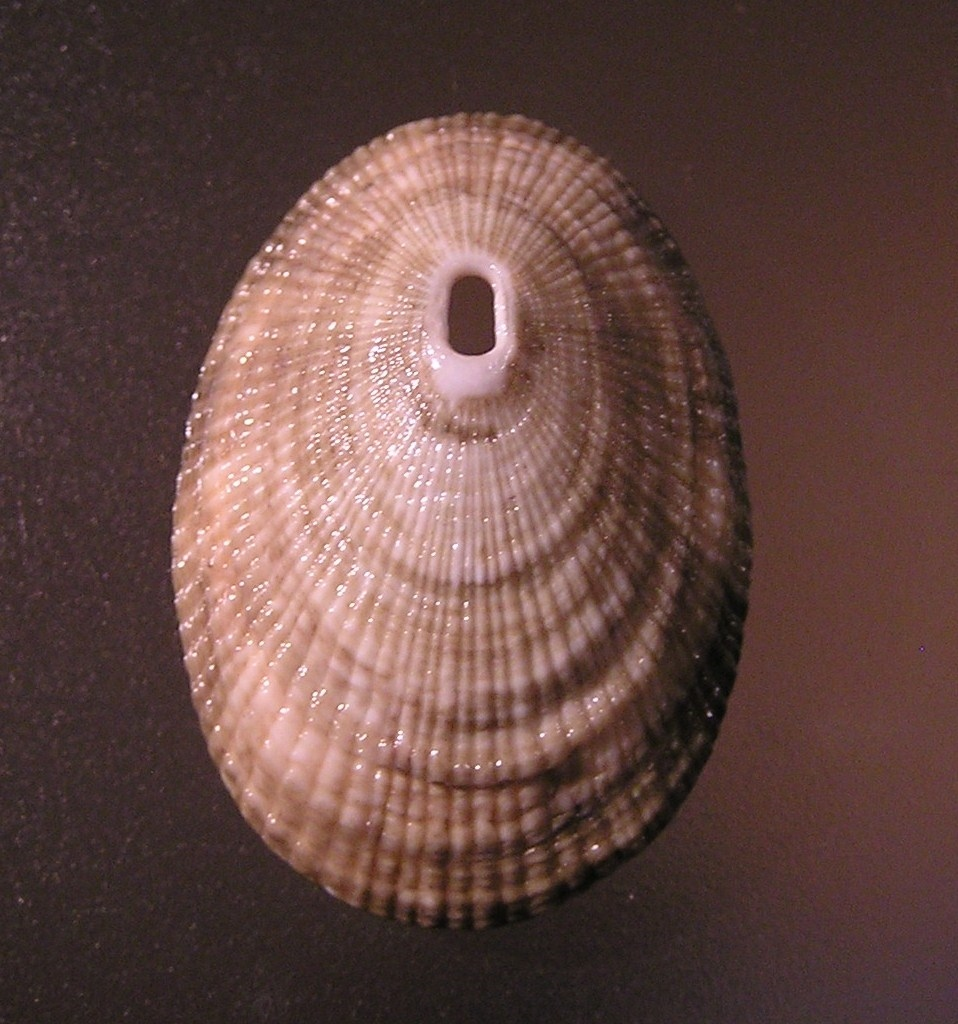
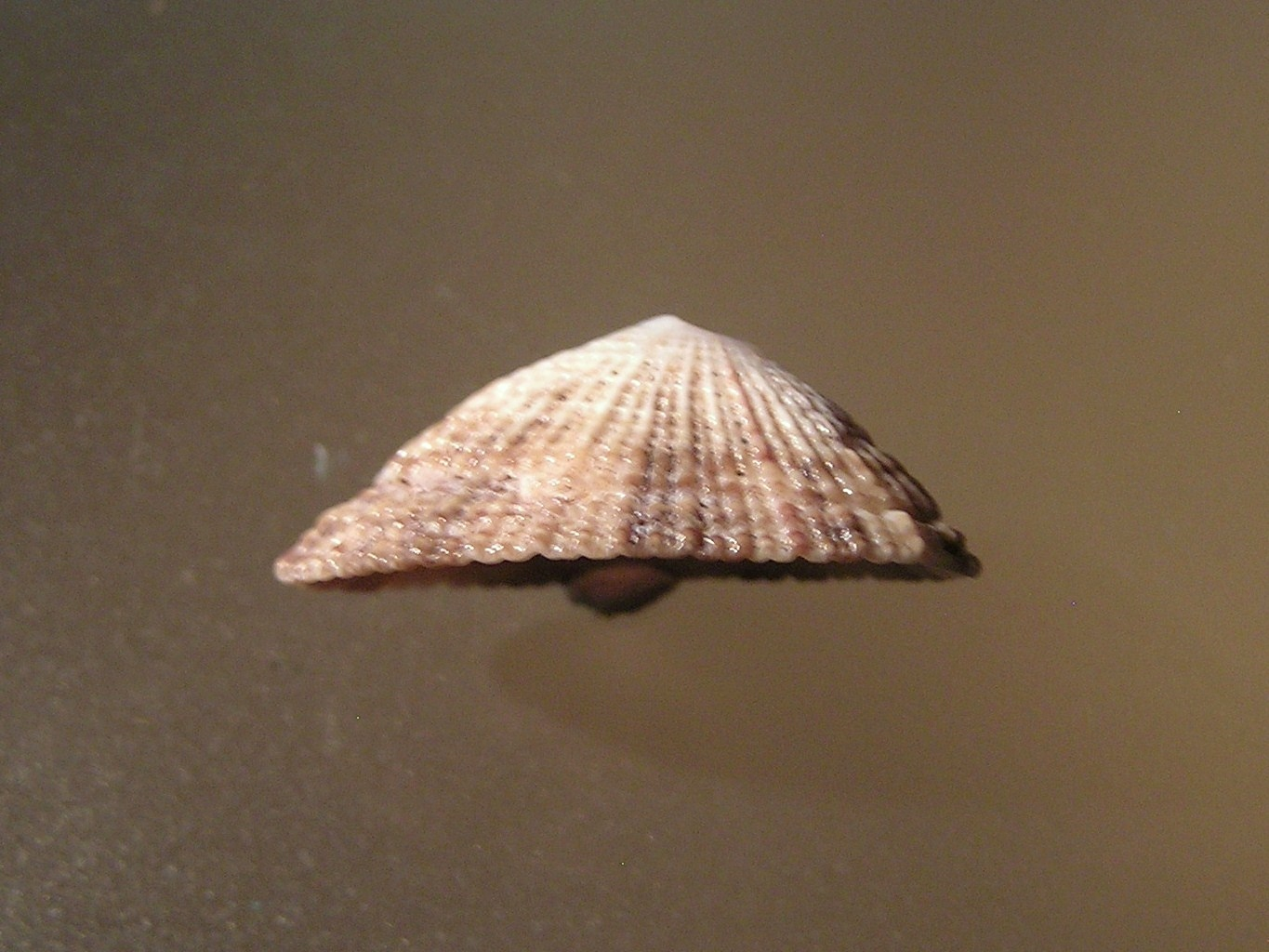

## Dottertaxa tillDiodora, i alfabetisk ordning[1]
- Diodora aguayoi
- Diodora alta
- Diodora apertura
- Diodora arcuata
- Diodora arnoldi
- Diodora aspera
- Diodora beebei
- Diodora bermudensis
- Diodora cayenensis
- Diodora crenifera
- Diodora dysoni
- Diodora fluviana
- Diodora fragilis
- Diodora fusilla
- Diodora graeca
- Diodora granifera
- Diodora habanensis
- Diodora harrassowitzi
- Diodora inaequalis
- Diodora jaumei
- Diodora listeri
- Diodora meta
- Diodora minuta
- Diodora murina
- Diodora panamensis
- Diodora patagonica
- Diodora saturnalis
- Diodora sayi
- Diodora tanneri
- Diodora variegata
- Diodora wetmorei
- Diodora viridula